# Olton Road
Olton Road es una localidad de Trinidad y Tobago, que forma parte de la región de Tunapuna-Piarco.

## Geografía
La localidad abarca parte de la isla Trinidad y limita al norte con Sherwood Park y Arima (localidad perteneciente al borough de Arima), al sur con la localidad de  Samaroo Village, al este con Arima y al oeste con D'Abadie.

## Demografía
Datos demográficos de la localidad de Olton Road:
| Gráfica de evolución demográfica de Olton Road entre 2000 y 2011 |
|                                                                  |